# 楊俊民
楊俊民（1531年—1599年），字伯章，號本菴，山西平陽府蒲州人，明朝政治人物。

## 生平
山西鄉試第四十名舉人，嘉靖四十一年（1562年）壬戌科二甲第十三名進士。授戶部浙江司主事，改禮部主客司主事，升儀制司員外郎、精膳司員外郎、主客司郎中，隆慶三年（1569年）出為河南按察司副使，五年（1571年）升河南布政使司右參政，萬曆元年（1573年）升太僕寺少卿，五年（1577年）改太常寺少卿，六年（1578年）改大理寺左少卿，同年任都察院右僉都御史、撫治鄖陽，九年（1581年）任都察院右副都御史、巡撫山東，十年（1582年）升兵部右侍郎，丁憂。服闋，十三年（1585年）起為戶部右侍郎兼都察院右僉都御史、巡撫鳳陽，十五年（1587年）改戶部左侍郎，十七年（1589年）升戶部尚書、總督倉場，加太子太保，二十七年（1599年）卒於官，贈少保。

## 家族
曾祖楊選，贈光祿大夫柱國少師兼太子太師吏部尚書；祖父楊瞻，四川按察司僉事，封兵部左侍郎，贈光祿大夫柱國少師兼太子太師吏部尚書；父楊博，光祿大夫柱國少師兼太子太師吏部尚書。母段氏（封一品夫人）。弟楊俊士、楊俊彥、楊俊卿、楊俊臣。楊俊卿子楊元祥。